# 富岡鉄斎

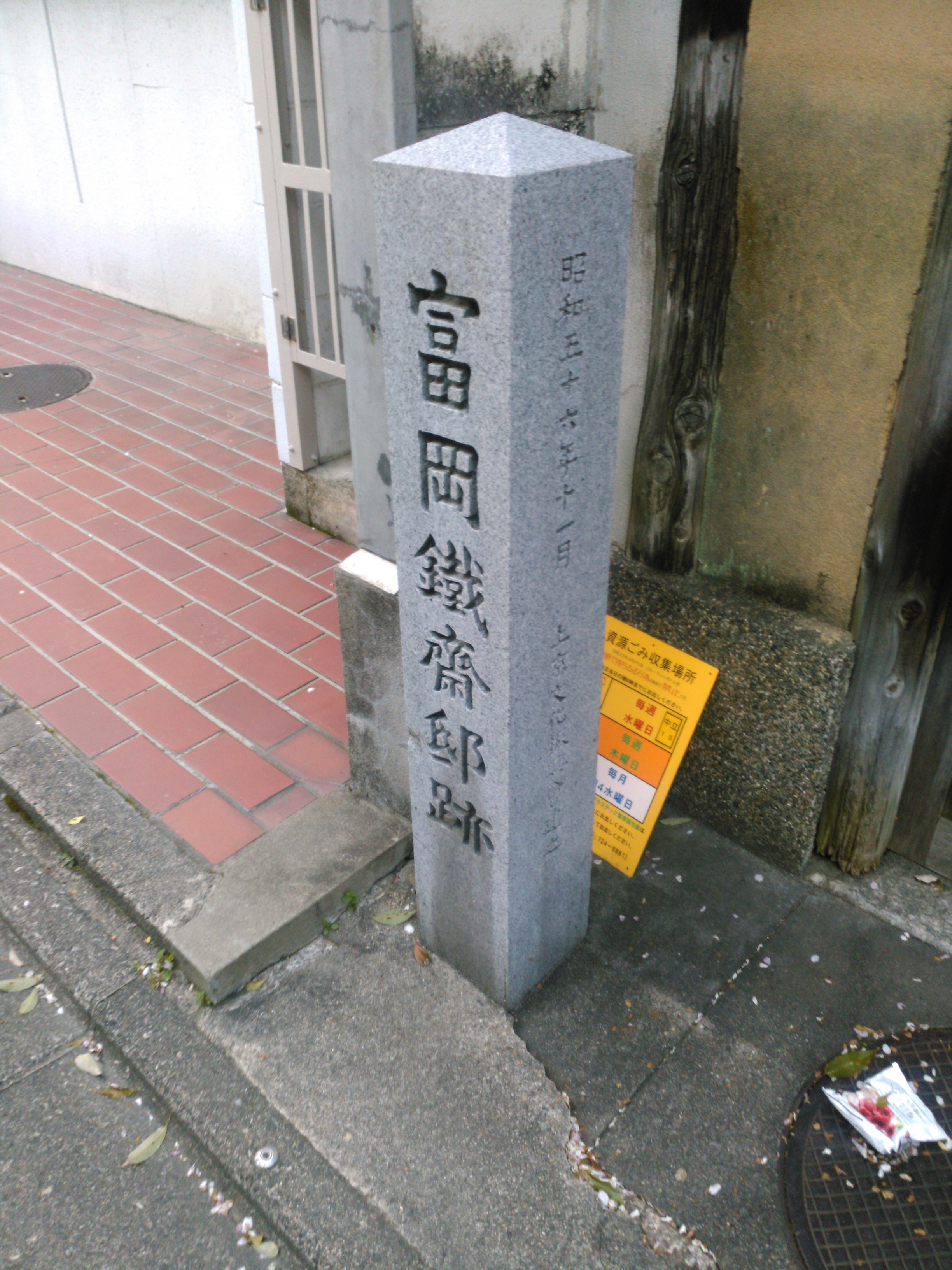
富岡鉄斎邸跡石碑（京都市上京区・）

富岡 鉄斎（とみおか てっさい、1837年1月25日〈天保7年12月19日〉- 1924年〈大正13年〉12月31日）は、明治・大正期の文人画家、儒学者、教員。
「最後の文人画家」と謳われた。歴史学者・考古学者の富岡謙蔵は長男。

## 生涯

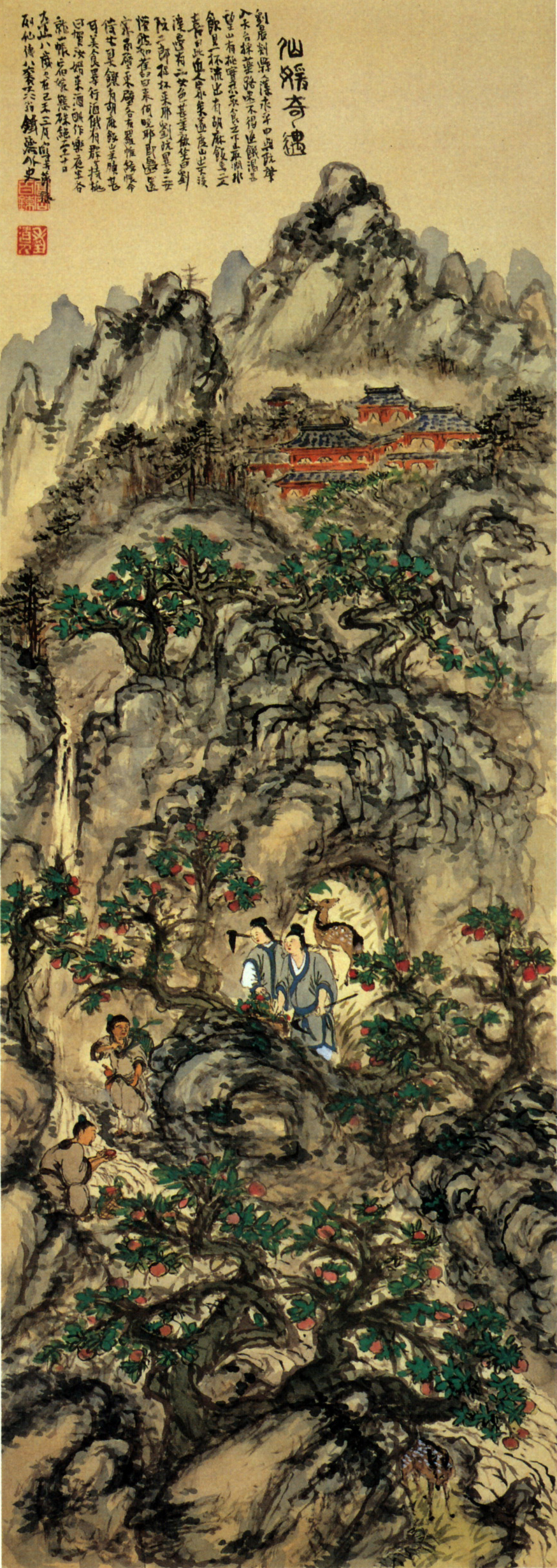
仙縁奇遇図　1919年 紙本着色

京都（三条通新町東）法衣商十一屋伝兵衛富岡維叙の次男として生まれる。幼名は不明。猷輔を通称とし、のちに道昴・道節と称し、明治のはじめ頃、一時名を鉄斎としたが、しばらくのち百錬に改名。字を無倦、号を鉄斎。別号に鉄人、鉄史、鉄崖など。
耳が少し不自由であったが、幼少の頃から勉学に励んだ。はじめ富岡家の家学である石門心学を、15歳頃から大国隆正に国学や勤王思想を、岩垣月洲らに漢学、陽明学、詩文などを学ぶ。
尼僧の大田垣蓮月が少年であった鉄斎を侍童として育て、人格形成に大きな影響を与える。
安政2年（1855年）18歳頃に、女流歌人大田垣蓮月尼に預けられ薫陶を受ける。翌年、南北合派の窪田雪鷹、大角南耕に絵の手ほどきを受け、南画を小田海僊に、大和絵を浮田一蕙に学んだ。
文久元年（1861年）には長崎に遊学し、長崎南画派の祖門鉄翁、木下逸雲・小曽根乾堂らの指導を受けた。
翌2年、山中静逸と出会いをきっかけに、画業で生計を立て始めた。この頃私塾を開設。藤本鉄石・板倉槐堂・江馬天江・松本奎堂・平野国臣らと交遊した。
維新後の30歳から40代半まで大和国石上神宮や和泉国大鳥神社の神官（宮司）を務めた。この頃、大和国の式内社加夜奈留美命神社を復興している。
座右の銘である「万巻の書を読み、万里の道を往く」を実践し、日本各地を旅した。明治7年（1874年）には、松浦武四郎との交流から北海道を旅し、アイヌの風俗を題材にした代表作「旧蝦夷風俗図」を描いている。
30歳で中島華陽の娘と結婚。長女が生まれるが妻とは死別。再婚し長男を授かる。兄の伝兵衛の死に伴い明治14年（1881年）に京都薬屋町に転居。終の住処となる。
教育者としても活躍し、明治2年（1869年）、私塾立命館で教員になる。
1875年（明治8年）には山梨県甲府市を来訪する。滋賀県（近江国）に本家があり、甲府柳町（甲府市中央四丁目）に醸造所と営業所を構えていた野口家（十一屋）と鉄斎は交流があり、明治8年と1890年（明治23年）に山梨県を訪れている。明治8年には南北朝時代の南朝の皇族・尹良親王の足跡を訪ねて長野県飯田市に滞在し、駒ヶ根から高遠を経て山梨県へ入り、韮崎市経由で甲府へ至る。同年7月19日には富士山へ登頂し、7月21日に甲府へ戻ると8月5日まで滞在し、甲府市酒折の酒折宮へ参拝した。その後、市川大門（市川三郷町市川大門）で名望家の依田孝宅を訪ねると山梨県を後にし、鎌倉・東京を経て京都へ帰る。
明治23年の旅では同年4月に京を経つと6月まで東京へ滞在し、八王子駅まで鉄道を利用し、八王子から甲府まで馬車・徒歩で旅し、天目山や景徳院など武田家ゆかりの地を訪れた。さらに再び酒折宮を参拝すると、6月14日に甲府柳町の野口家に到着している。山梨県滞在中は恵林寺や昇仙峡など史跡・名勝を訪れている。
野口家の当主・野口正忠（柿村）は鉄斎をはじめ数多くの文人と交流し、蒐集した美術資料の「十一屋コレクション」は山梨県立美術館に所蔵されている。また、野口家と同じく甲府城下の横近習町（甲府市中央二丁目）に店を構える呉服商「大木家」の当主である大木喬命は正忠や鉄斎が明治8年の旅で訪れた依田孝と交流があり、喬命も数多くの美術資料を蒐集した。大木家資料（大木コレクション）と呼ばれ、「甲斐猿橋図」など多くの鉄斎作品を含んでいる。
明治26年（1893年）、京都市美術学校で教員に就任し、明治37年（1904年）まで修身を教える。
明治42年（1909年）2月20日、吐血して胃潰瘍と診断される。胃潰瘍を病んだ後は食事にも工夫をこらし、それまでは鰻と蕎麦、小芋を好み、調理も辛めの煮付けを好んだとされるが、70歳以降は熱粥を常食とした。
大正13年（1924年）大晦日、持病であった胆石症が悪化。京都の自宅にて没する。享年89。墓所は西京区是住院。

## 作品と画業

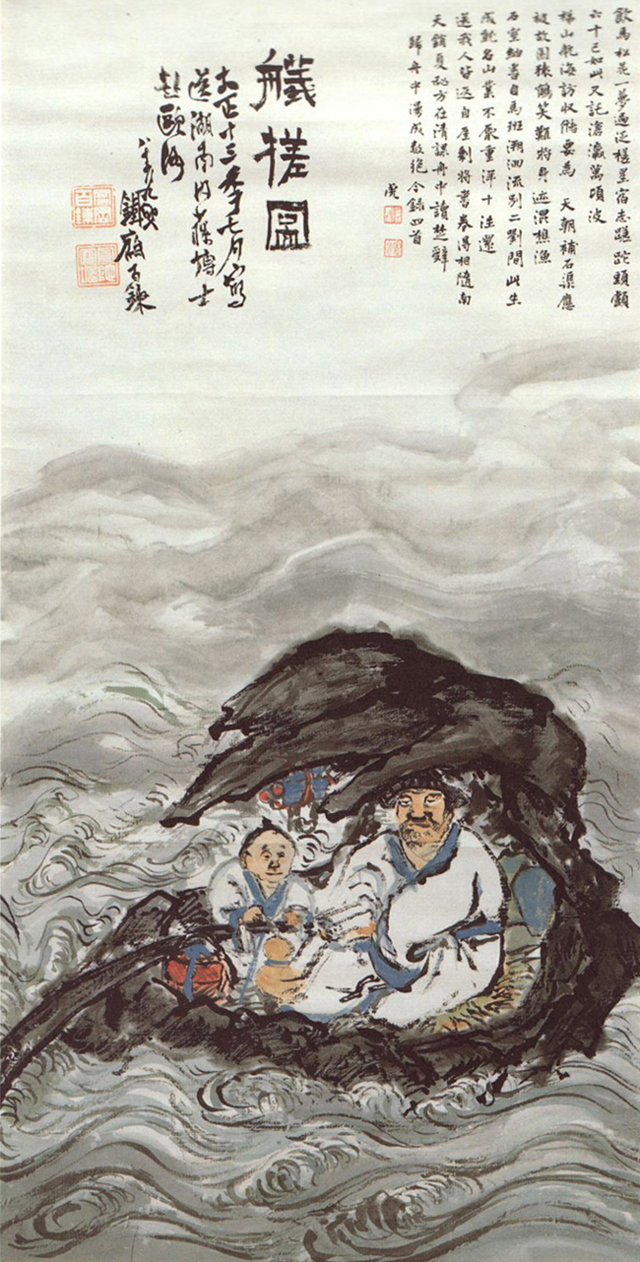
艤槎図 89歳の作

京都青年絵画研究会展示会の評議員（1886年）、京都美術協会委員（1890年）、京都市立日本青年絵画共進会顧問（1891年）、帝室技芸員（1917年6月11日）、帝国美術院会員（1919年）と、画業は歳を重ねるごとに次第に認められた。この間の明治29年（1897年）に田能村直入・谷口藹山らと日本南画協会を発足させ南画の発展にも寄与しようとした。また今尾景年を通して橋本雅邦と知己となり、明治関東画壇との交流も深まった。
鉄斎は多くの展覧会の審査員となったが、自らは一般の展覧会に出品することはあまりなかった。明治30年（1897年）以降、自らが評議員である日本南画協会に定期出品している。大正9年（1920年）聖徳太子御忌千三百年記念美術展に「蘇東坡図」を賛助出品している。また大正11年（1922年）、大阪髙島屋で個展を開催している。
「最後の文人」と謳われた鉄斎は、学者（儒者）が本職であると自認し、絵画は余技であると考えていた。また、「自分は意味のない絵は描かない」「自分の絵を見るときは、まず賛文を読んでくれ」というのが口癖だったという。中国古典の文人画を基本に大和絵、狩野派、琳派、大津絵等の様式を加えた極めて創造的で自由奔放な画風を持っている。狩野君山も『狩野君山の阿藤伯海あて尺牘集』で言及している。
彼の作品は生涯で一万点以上といわれる。80歳を過ぎてますます隆盛で、色彩感覚の溢れる傑作を描いた。生涯を文人として貫き、画風は近代日本画に独自の地位を築き、梅原龍三郎や小林秀雄らが絶賛。日本のみならず世界からもいまなお高い評価を受けている。
兵庫県宝塚市の清荒神清澄寺の「鉄斎美術館」と、西宮市の「辰馬考古資料館」に多くの作品が収蔵されている。

## 代表作品
- 「阿倍仲麻呂明州望月図」「円通大師呉門隠栖図」（1914年）（国の重要文化財）辰馬考古資料館蔵
- 「二神会舞図」東京国立博物館蔵
- 「旧蝦夷風俗図」（1896年）東京国立博物館蔵
- 「富士山図屏風」（1896年）清荒神清澄寺蔵 紙本著色 六曲一双
- 「妙義山・瀞八丁図屏風」（1906年）布施美術館蔵 絹本著色 六曲一双
- 「不尽山頂全図」
- 「蓬莱仙境図」
- 「弘法大師像図」
- 「蘇東坡図」
- 「河内千早城図」湊川神社蔵
- 「武陵桃源図」（1923年）
- 「瀛洲遷境図」（1923年）
- 「阿倍仲麻呂在唐詠和歌図」足立美術館蔵

## 出版物
- 画集『鉄斎画賸』（1913年）
- 画集『百東坡図』（1922年）
- 画帖『米寿墨戯』（1923年）
- 印譜『無量壽佛堂印譜』（河井章石の鈐印による自用印印譜）
- 文集『富岡鉄斎、大田垣蓮月』

近代浪漫派文庫2．新学社　（2007年）　
- 『富岡鉄斎　図録編．資料編』　京都新聞社　（1991年）

## 展覧会
- 「没後100年 富岡鉄斎」、会期：2024年4月2日 ～ 5月26日、会場：京都国立近代美術館[8]
- 「富山テレビ開局55周年・富山県水墨美術館開館25周年記念　没後100年・富岡鉄斎」、会期：2024年7月12日 ～ 9月4日、会場：富山県水墨美術館[1]

## 関連番組
- 「老いるほどに輝く〜最後の文人画家・富岡鉄斎〜」、2024年4月28日、NHK[9]
- 「「没後100年・富岡鉄斎」展」、2024年8月18日、NHK[10]